# Vlajka Tibetu

Tibetská vlajka
Poměr stran: 5:8

Vlajka Tibetu (přesněji oficiální vlajka tibetské exilové vlády) byla původně bojová zástava navržená ve dvacátých letech 20. století jedním Japoncem. Poprvé byla představena 13. dalajlámou v roce 1912, který sjednotil vojenské vlajky všech tibetských provincií do jedné, kterou používala tibetská armáda až do roku 1950. V roce 1955 byla stanovena 14. dalajlámou jako oficiální vlajka Tibetu. Po protičínském povstání v roce 1959 byla vlajka na území ČLR zakázána. Výjimkou je Hongkong, kde tento zákaz neplatí. V současnosti se užívá mezi Tibeťany v exilu.

Tibetská vlajka (1920–1925) Poměr stran: 6:7

## Symbolika tibetské vlajky
Uprostřed vlajky je bílá zasněžená hora pod tmavě modrým nebem symbolizující Tibet, na jejímž vrcholku září žluté slunce symbolizující radost ze svobody, blahobyt a duchovní a materiální štěstí všech živých bytostí v Tibetu. Za sluncem je šest červených pásů zastupujících původních šest kmenů Se, Mu, Dong, Tong, Du a Ra, které jsou považovány za předky Tibeťanů. Kombinace těchto pásů s barvou oblohy symbolizuje nepřetržitou ochranu duchovních nauk a světského života. Před horou stojí dva sněžní lvi s plápolající hřívou reprezentující sjednocení duchovního a světského života. Ve svých zdvižených tlapách drží tříbarevný drahokam, který představuje Buddhu, dharmu a sanghu. U jejich nohou leží dvoubarevný drahokam symbolizující správné etické chování založené na deseti buddhistických ctnostech a šestnácti způsobech lidského chování. Vlajka je ze tří stran žlutě lemována. Toto lemování představuje zlato jako symbol Buddhova učení. Strana bez lemu pak vyjadřuje otevřenost Tibetu vůči nebuddhistickému učení.